# Тортим
То́ртим (рос. Тортым) — присілок в Кезькому районі Удмуртії, Росія.
Населення — 90 осіб (2010; 155 в 2002).
Національний склад станом на 2002 рік:
- удмурти — 88 %

Урбаноніми:
- вулиці — Нова, Робоча, Центральна
- провулки — Церковний

## Господарство
В селі знаходиться церква Покрови Пресвятої Богородиці, перед якою 8 січня 2010 року було встановлено Поклонний хрест на братській могилі часів Громадянської війни.